# Maardis
Maardis (tiếng Ả Rập: معردس) là một ngôi làng Syria nằm trong phó huyện Suran ở huyện Hama. Theo Cục Thống kê Trung ương Syria (CBS), Maardis có dân số 6.750 trong cuộc điều tra dân số năm 2004. Cư dân của nó chủ yếu là người Hồi giáo Sunni.